# Eddie Magill
Eddie Magill (Carrickfergus, 17 maggio 1939) è un allenatore di calcio ed ex calciatore nordirlandese, di ruolo difensore.

## Carriera

### Nazionale
Debutta il 7 ottobre 1961 contro la Scozia (1-6).

## Palmarès

### Allenatore

#### Competizioni nazionali
- Coppa di Danimarca: 1

B 1909: 1971
- 1. Division: 2

B 1909: 1970
Næstved: 1977